# 泰昌餅家

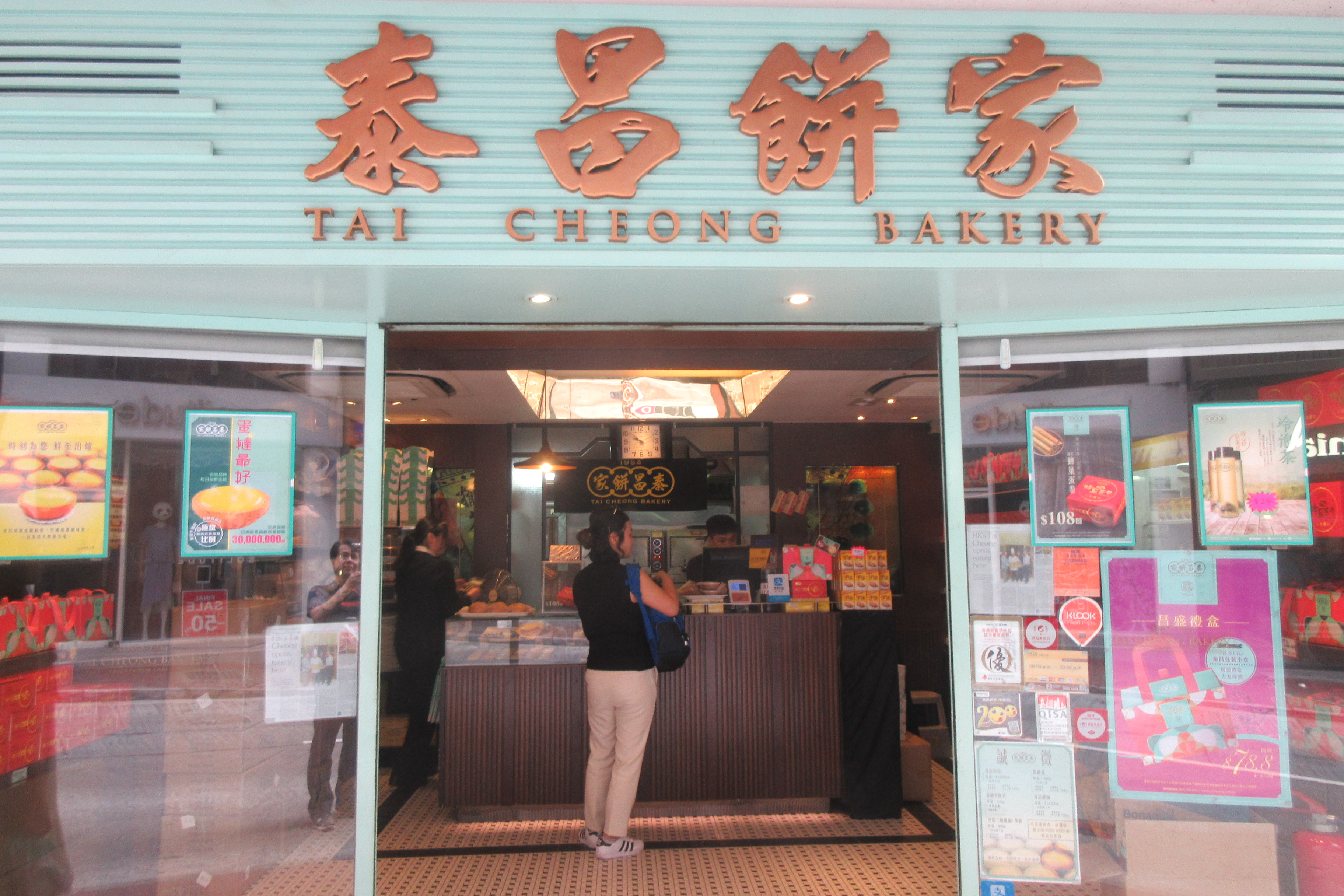
中環擺花街泰昌餅家

泰昌餅家（英語：Tai Cheong Bakery），是香港一家傳統餅店，於1954年開業，位於香港島中環擺花街蘇豪區，以蛋撻馳名，東主為歐陽天閏。馳名的食品包括蛋撻、沙翁與菠蘿包等，全部以傳統方法人手製造，比起現時香港普遍餅店以機器生產相比更加別具特色。2024年11月，泰昌餅家宣布關閉九龍全線分店。

## 歷史

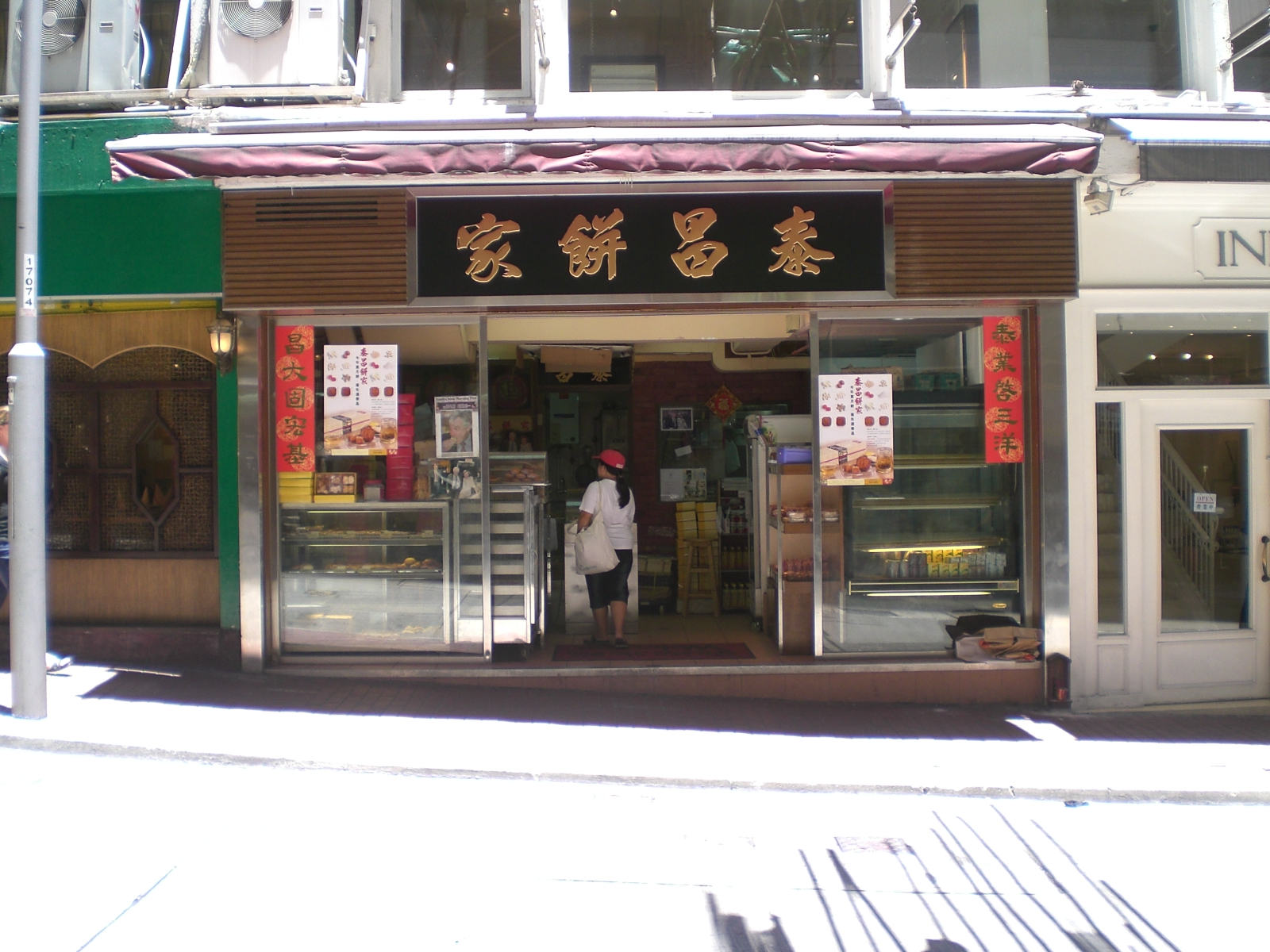
2011年裝修前的中環擺花街舊舖面

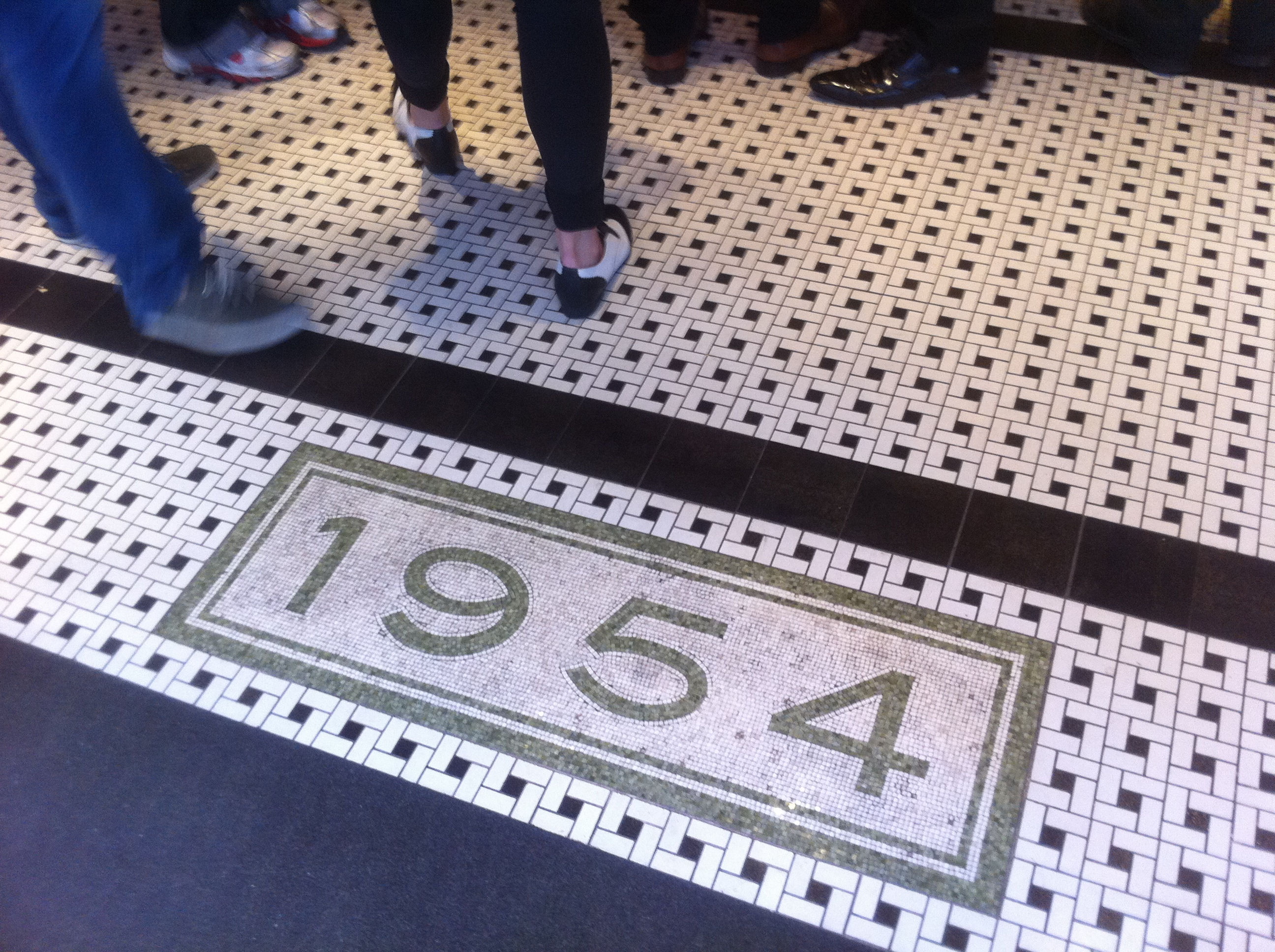
中環擺花街新舖面的地板

前港督彭定康勳爵十分喜愛泰昌餅家的出爐蛋撻，1997年香港主權移交前更多次親自前往品嘗，稱之為「世界上最好味的蛋撻」，餅店內亦掛有店主與彭定康的合照與致謝信。因此，餅店被認為算是香港人集體回憶的一部份。
2005年5月，泰昌餅家曾因業主加租一倍而暫時停業。在5月最後營業的一天，餅店門外曾經出現買餅食的人龍。其後在附近覓得舖位重開。
2005年7月28日，泰昌餅家正式註冊為有限公司。
2005年9月30日，泰昌餅家於香港中環擺花街35號地面之新舖重新啟業，除以停業前原價發售蛋撻、沙翁等餅食外，亦引入芝士蛋糕、咖啡等西式餅食，復業首天門外大排長龍。同年11月11日，在旺角新世紀廣場的分店開張。當時身在香港的彭定康勳爵亦特意為新餅店剪綵。
2006年7月，在觀塘物華街開設第2間分店，該分店經已結業。同年9月在澳門的俾利喇街開設香港以外首間分店。11月中，由於湖北省發生「蘇丹紅雞蛋」事件，十多年都使用廣州蛋的泰昌餅家也受牽連，生意跌一成多。
2007年11月，稻香集團以逾100萬港元入股泰昌餅家20%股權，有權於3年後按照已定的價格作全面收購，並積極開設新店。
2008年初，在香港銅鑼灣渣甸街開設第3間分店。
2009年3月，稻香集團增持泰昌股權至80%，成為單一最大股東。
2013年12月，開設首家西式咖啡室 T Cafe 1954。
2018年11月，在板橋Global Mall 環球板橋車站開業，創下最高單日銷售6,800顆蛋撻的佳績。其後在臺灣桃園國際機場第二航廈第二間分店。一年後，泰昌餅家茶餐廳在台北信義區統一時代百貨開業。
2020年, 西式咖啡室 T Cafe 1954 關閉。
2024年11月，泰昌餅家宣布關閉九龍全線分店。

## 分店

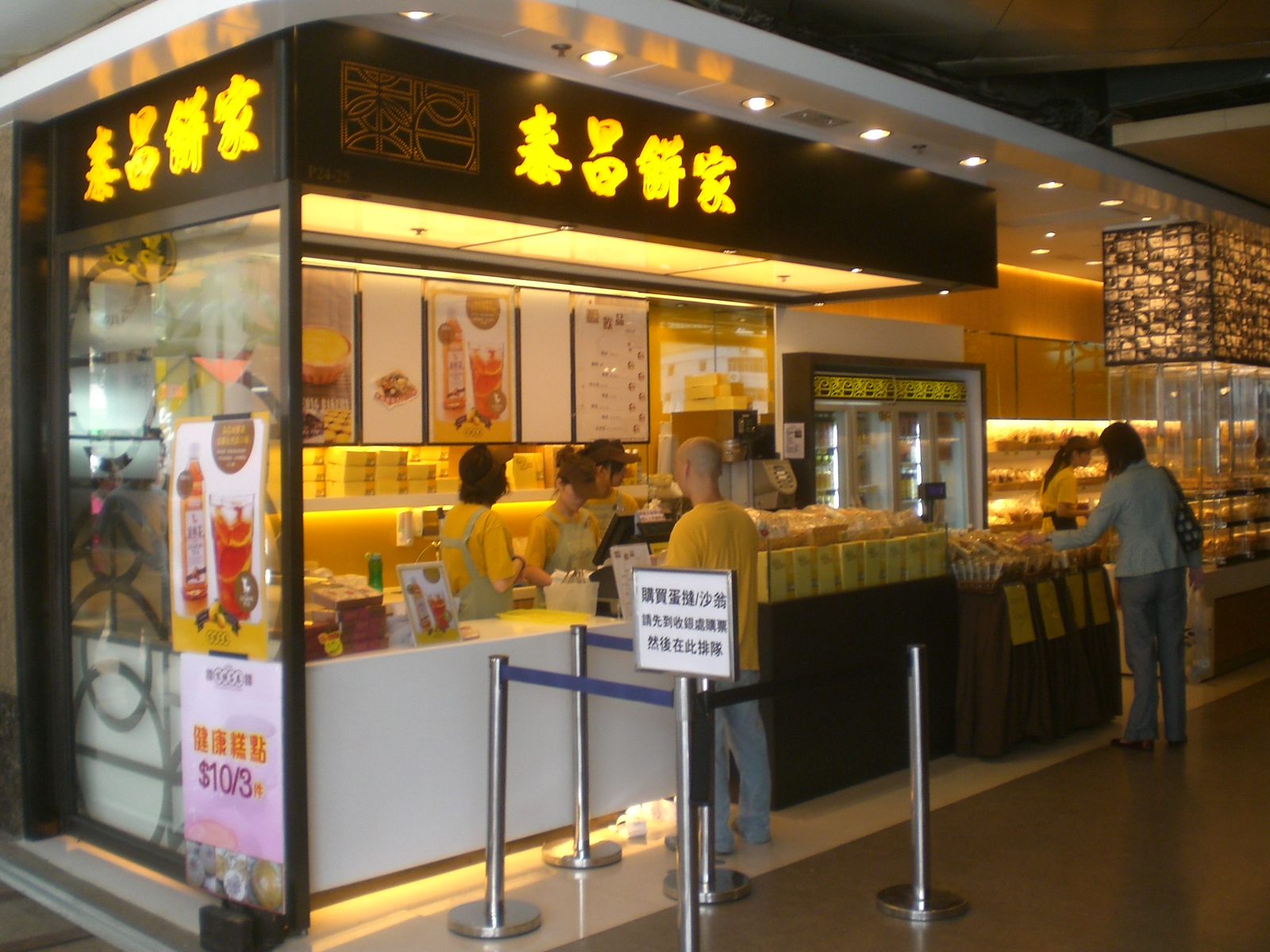
九龍灣德福廣場泰昌餅家 (已關閉, 現HKTV mall)
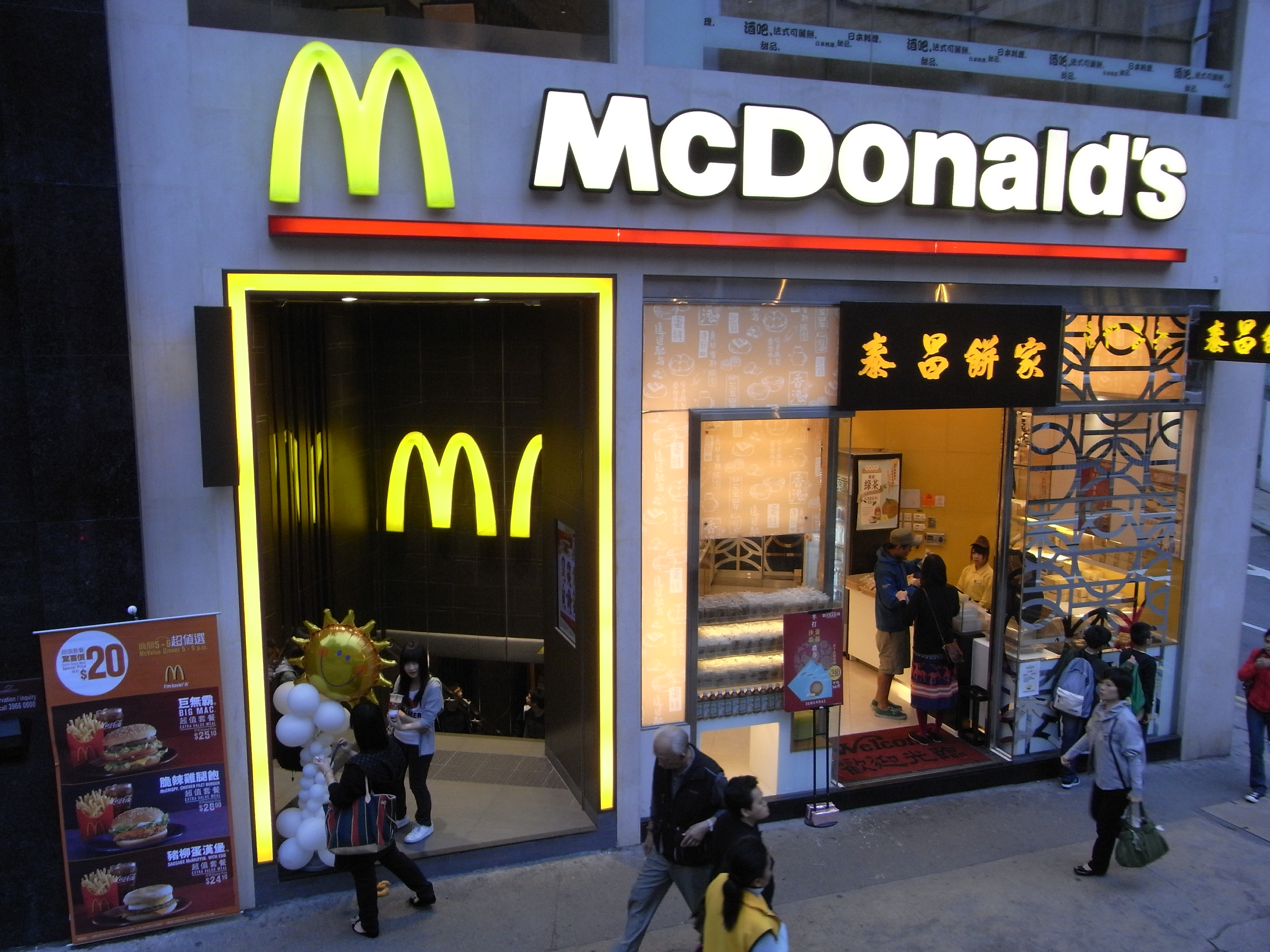
灣仔莊士敦道泰昌餅家
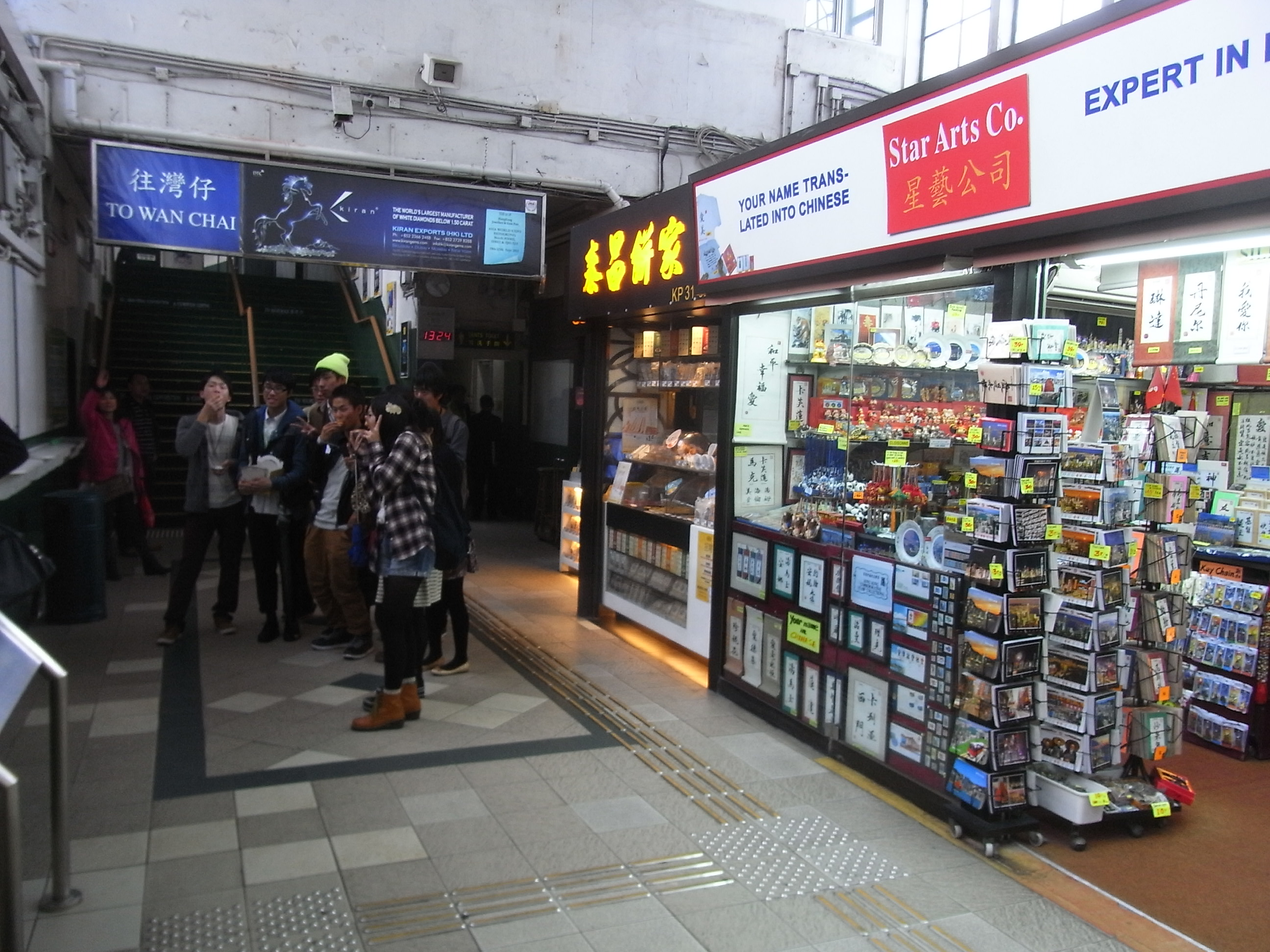
尖沙咀天星碼頭泰昌餅家（已結業）
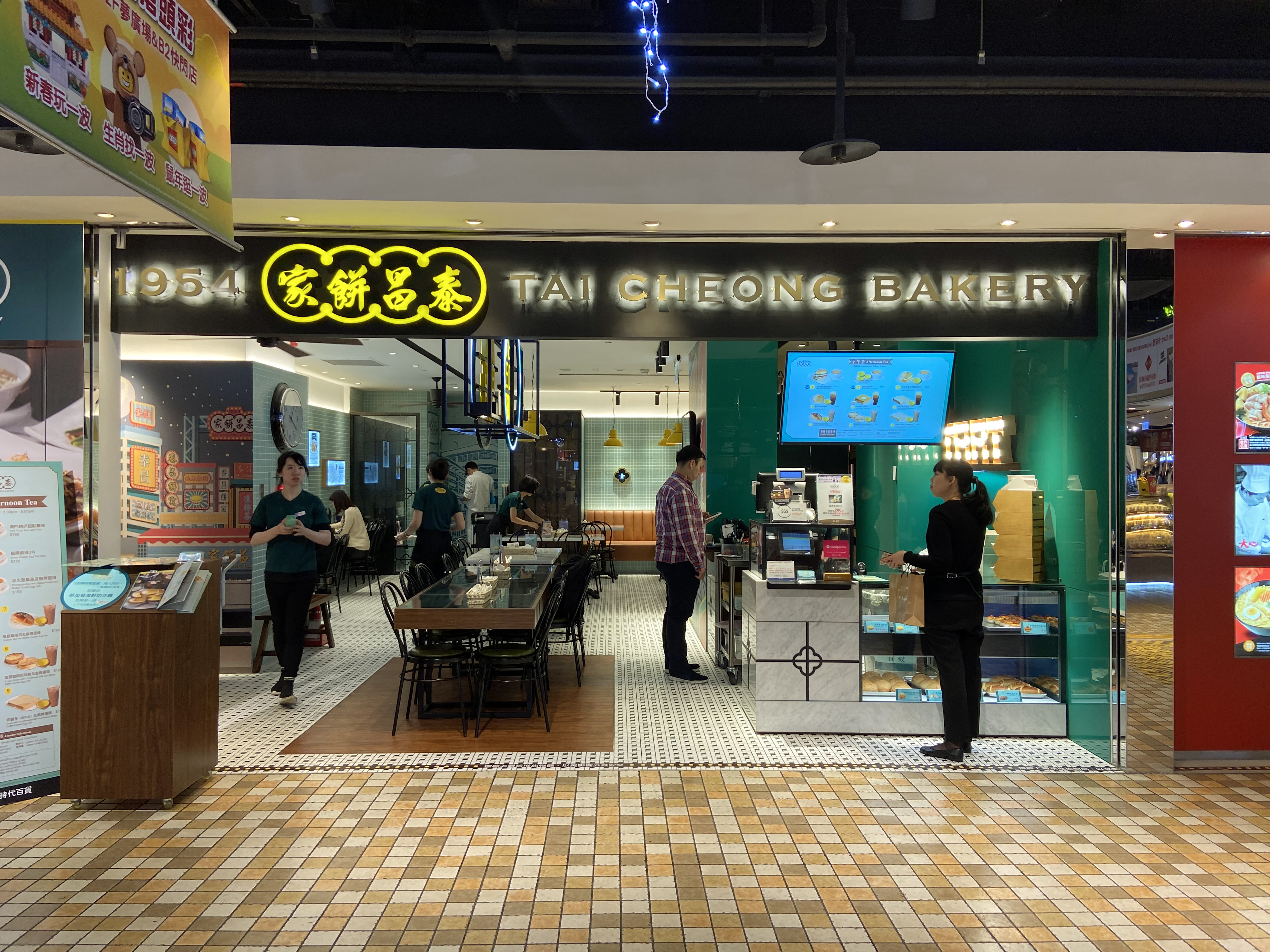
台北信義區統一時代百貨泰昌餅家茶餐廳

## 張堅庭搶註商標事件
2005年，泰昌暫時停業期間，香港導演張堅庭曾與泰昌東主歐陽天閏洽談合作，希望對方供應蛋撻給張堅庭經營的「表哥茶餐廳」但不果，由於泰昌經營多年來都未有到商標註冊處登記商標，而張堅庭單方面搶註泰昌商標，張堅庭曾表示因為自己是基督徒，做不到以註冊跟歐陽天閏「講數」，於是開出條件要歐陽天閏捐款給宣明會，張便會 「物歸原主」，最終歐陽天閏捐款出50,000港元贖回商標使用權。

## 外部連結
- 稻香集團 - 泰昌餅家（页面存档备份，存于）（繁體中文）（简体中文）（英文）
- （繁體中文）泰昌餅家的Facebook專頁